# 1990
1990 (MCMXC) a fost un an obișnuit al calendarului gregorian, care a început într-o zi de luni. A fost desemnat: 
- Anul Internațional al Alfabetizării.

## Evenimente

### Ianuarie
- 1 ianuarie: Se reînființează Societatea Studenților în Medicină din București.
- 2 ianuarie: Ia ființă Asociația Foștilor Deținuți Politici din România (AFDP).
- 3 ianuarie: F.S.N. aduce la cunoștința opiniei publice că „nu este și nu va fi un partid politic”. Peste o lună FSN s-a transformat într-un partid politic, pentru a putea candida la viitoarele alegeri.[1]
- 3 ianuarie: Fostul lider al Panama, Manuel Noriega, se predă forțelor americane.
- 4 ianuarie: Revista Săptămâna condusă de Eugen Barbu își încetează apariția.[2]
- 7 ianuarie: În România este abolită pedeapsa cu moartea.
- 8 ianuarie: În România este liberalizat regimul pașapoartelor.
- 11 ianuarie: A fost fondat Partidul Național Țărănesc Creștin-Democrat (PNȚCD), avându-l ca lider pe Corneliu Coposu, unul dintre colaboratorii apropiați ai lui Iuliu Maniu.
- 12 ianuarie: Zi de doliu național în memoria victimelor Revoluției Române din decembrie 1989. Ziua se transformă la București în manifestație anticomunistă. Se cere îndepărtarea nomenclaturiștilor și pedepsirea celor vinovați pentru crimele din decembrie 1989. Eșuează încercarea lui Dumitru Mazilu de a prelua conducerea Consiliului FSN și a-l înlătura pe Ion Iliescu de la putere.
- 15 ianuarie: S-a reînființat Partidul Național-Liberal (PNL), condus de un comitet de inițiativă format din Radu Câmpeanu, I. V. Săndulescu și Dan Amedeo Lăzărescu.
- 18 ianuarie: Decret-Lege CFSN nr. 30, privind trecerea în proprietatea statului a patrimoniului fostului PCR.
- 20 ianuarie: A apărut, la București, primul număr al revistei „22”, editată de Grupul pentru Dialog Social.
- 23 ianuarie: În C.F.S.N. se hotărăște (128 voturi pentru, 8 contra, 5 abțineri) participarea Frontului la alegeri. Doina Cornea demisionează din C.F.S.N.[2]
- 24 ianuarie: Prin Decret-Lege C.F.S.N. (nr. 40) se adoptă Imnul de stat al României: „Deșteaptă-te, române", pe versuri de Andrei Mureșanu („Un răsunet"), muzica de Anton Pann.[2]
- 27 ianuarie: Începe procesul a patru dintre colaboratorii apropiați ai lui Nicolae Ceaușescu:  Tudor Postelnicu, Emil Bobu, Ion Dincă și Manea Mănescu.
- 28 ianuarie: La București, în Piața Victoriei, are loc un miting organizat de PNȚCD, PNL, PSDR și alte partide care protestează împotriva hotărârii ca FSN să participe la alegeri. În paralel se desfășoară o contramanifestație organizată de FSN și susținută de muncitorii de la IMGB, ICTB, IMMR și IIRUC.
- 29 ianuarie: Prima mineriadă: Peste cinci mii de mineri din Valea Jiului sosesc în Capitală în urma apelurilor lansate în mass-media de către președintele provizoriu Ion Iliescu.
- 30 ianuarie: Ana Blandiana se retrage din CFSN.[2]

### Februarie
- 1 februarie: Este anunțată constituirea iminentă a unui Consiliu Provizoriu de Uniune Națională (C.P.U.N.), format prin restructurarea C.F.S.N.-ului.
- 2 februarie: Este reînființată Societatea Română de Filosofie.
- 2 februarie: Tribunalul Militar Teritorial București pronunță sentința în procesul a patru dintre colaboratorii apropiați ai lui Nicolae Ceaușescu: Manea Mănescu, Tudor Postelnicu, Emil Bobu, Ion Dincă - detenție pe viață și confiscarea totală a averilor personale.

- 5 februarie: S-a reînființat, la București, Muzeul Țăranului Român.
- 5 februarie: În România apare decretul privind activitatea economică pe baza liberei inițiative.
- 6 februarie: Transformarea CFSN în partid politic, sub forma Frontului Salvării Naționale (FSN).
- 11 februarie: Liderul sud-african, Nelson Mandela, a fost eliberat din închisoare, după 27 de ani petrecuți în arest.
- 15 februarie: A fost înființată Uniunea Teatrelor din România - UNITER, avându-l ca președinte pe actorul Ion Caramitru.
- 28 februarie: La București, în Piața Victoriei are loc o demonstrație împotriva Securității. Se declanșează violențe după ce un grup forțează intrarea în sediul guvernului. Seara, armata restabilește ordinea și sosesc minerii.[3] Începe A doua mineriadă, la București sosind circa 4.000 de mineri din Valea Jiului.

### Martie
- 3 martie: Este coborâtă de pe soclu statuia lui V.I.Lenin din Piața Scânteii (Piața Presei Libere) în aplauze și urale.[3]
- 11 martie: Începe manifestația populară din Piața Operei din Timișoara, la care a fost adoptată, la 12 martie 1990, Proclamația de la Timișoara.
- 11 martie: Lituania își declară independența față de Uniunea Sovietică.
- 15 martie: Începutul unor confruntări violente între cele aproximativ 10.000 de persoane sosite în România pentru aniversarea Revoluției Ungare de la 1848 și români.
- 15 martie: Mihail Gorbaciov este ales primul președinte executiv al Uniunii Sovietice.
- 15 martie: URSS anunță că declarația de independență a Lituaniei este invalidă.
- 18 martie: Patricio Aylwin depune jurământul ca președinte al statului Chile în primele alegeri democrate din 1970.
- 18 martie: În Germania de Est au loc primele alegeri libere din 1932.
- 18 martie: Doi bărbați, îmbrăcați în ofițeri de poliție, au furat 12 pânze (din care trei semnate Rembrandt) de la Muzeul Boston din Massachusetts, Statele Unite, în valoare totală estimată între 100-300 milioane dolari. Autorii faptei nu au fost depistați, întrucât au distrus casetele cu înregistrările din muzeu și nu au lăsat amprente, iar operele furate au rămas definitiv pierdute.
- 21 martie: România a solicitat aderarea la Consiliul Europei, cerere acceptată la 7 octombrie 1993.
- 21 martie: Namibia devine independentă după 75 de ani aflată sub controlul Africii de Sud.
- 26 martie: A luat ființă Serviciul Român de Informații (SRI).

### Aprilie
- 4 aprilie: La Patriarhie are loc solemnitatea întoarcerii în scaunul patriarhal a Prea Fericitului Teoctist Arăpașu, care anunțase la 18 ianuarie retragerea la pensie din motive de sănătate.[4]
- 6 aprilie: Ion Rațiu este ales candidat la președinție din partea PNȚCD.
- 7 aprilie: Ion Iliescu este ales președinte al FSN.
- 8 aprilie: Slovenia și Croația se pronunță prin referendum  pentru independență.
- 11 aprilie: Guvernul României nu îi permite fostului suveran Mihai să viziteze țara de Paște.
- 11 aprilie: Înființarea Centrului European de Cultură din București.
- 20 aprilie: Este lansat telescopul Hubble.
- 21 aprilie: În cele patru luni care au trecut de la Revoluția din decembrie, la Tribunalul București au fost înregistrate 80 de partide politice.[4]
- 22 aprilie: Manifestațiile din Piața Universității: După un miting electoral al PNȚCD, o parte dintre manifestanți se baricadează în Piața Universității din București. În zilele următoare mii de manifestanți se strâng în Piața Universității. S-a cerut aplicarea punctului 8 din Proclamația de la Timișoara, aflarea adevărului despre Revoluție, separarea puterilor în stat, alegeri libere. Sute de personalitîți au vorbit de la balconul Universtății.
- 24 aprilie: Manifestațiile din Piața Universității: La ședința CPUN, Ion Iliescu afirmă că în Piața Universității manifestă golani și grupuri de huligani.
- 25 aprilie:  În Piața Universități se strâng tot mai mulți oameni. Se poartă pancarte cu: „Ieri huligani, azi golani”. Apar ecusoane cu însemnul „golan” și variantele „golan convins” și „golan manipulat”.[4]
- 28 aprilie: Mircea Snegur este ales președinte al Sovietului Suprem al RRS Moldovenești.

### Mai
- 3 mai: Manifestațiile din Piața Universității: Demonstranții din Piața Univesității primesc un mesaj de solidaritate din partea lui Eugen Ionescu, care se declara „academician golan".
- 6 mai: Locuitorilor români li s-a permis pentru prima dată de la cel de-al Doilea Război Mondial să treacă frontiera româno-sovietică fără pașaport în ceea ce avea să fie cunoscut ca primul pod de flori.
- 16 mai: A luat ființă prima societate pe acțiuni din România, după Revoluția din decembrie 1989.
- 20 mai: Au avut loc primele alegeri libere din România de după cel de-Al Doilea Război Mondial. Participarea la vot a fost de 86,19%. Ion Iliescu a fost ales al 2-lea președinte al României, din primul tur de scrutin, primind 85,07% din totalul voturilor. Contracandidați: Radu Câmpeanu 10,64%, Ion Rațiu 4,29%. El îl succede pe Nicolae Ceaușescu.
- 22 mai: Microsoft lansează Windows 3.0.
- 24 mai: A fost înființat Teatrul Masca de către actorul Mihai Mălaimare.

### Iunie
- 13 iunie: A treia mineriadă: Începutul represiunii violente a ceea ce s-a numit „Fenomenul Piața Universității", începutul celei de-a treia mineriadă din anul 1990, cea mai sângeroasă dintre toate.
- 14 iunie: A treia mineriadă: Urmare a evenimentelor din 13 iunie, circa 10.000 de mineri din Valea Jiului au descins în București pentru a restabili „ordinea". Au fost atacate sediile partidelor din opoziție, lideri ai acestora, studenți, sediile anumitor reviste și ziare.
- 14 iunie: Franța, Germania și Benelux au semnat Convenția de la Schengen, privind libera circulație a persoanelor.
- 20 iunie: La Ateneul român, Ion Iliescu, primul președinte ales al României, de după Revoluția din decembrie, rostește jurământul de credință.

### Iulie
- 1 iulie: Marca vest-germană devine monedă oficială în RDG.
- 3 iulie: Adunarea generală a Academiei Române primește 72 de membri corespondenți (literați, istorici, oameni de știință) cărora li s-a retras această calitate sau care au fost privați de ea, pe nedrept, între 1948–1989.
- 8 iulie: Germania de Vest învinge Argentina cu scorul de 1-0 și câștigă Campionatul Mondial de Fotbal din Italia.
- 24 iulie: Senatul României adoptă un proiect de lege prin care se instituie ca sărbătoare națională a României, ziua de 1 decembrie, zi în care, în anul 1918, prin unirea Transilvaniei cu România, s-a încheiat procesul constituirii Statului național unitar român.
- 27 iulie: Proclamarea suveranității Republicii Belarus. Sărbătoare națională.
- 28 iulie: Alberto Fujimori⁠(d) devine președinte al statului Peru. A câștigat alegerile în turul doi de scrutin, unde l-a avut drept contracandidat pe scriitorul Mario Vargas Llosa.

### August
- 1 august: România preia președinția Consiliului de Securitate al ONU.
- 2 august: Invadarea Kuweit-ului de către Irak. Începe Primul Război din Golf (se încheie pe 28 februarie 1991).
- 6 august: Organizația Națiunilor Unite decretează un embargou împotriva Irakului și autorizează, la 25 august 1990, recurgerea la forță împotriva regimului de la Bagdad.
- 19 august: Leonard Bernstein dirijează ultimul său concert, sfârșind cu Simfonia nr. 7 de Ludwig van Beethoven.
- 27 august: Republica Moldova își declară independența față de Uniunea Sovietică.

### Septembrie
- 2 septembrie: A fost proclamată Republica Moldovenească Nistreană.
- 21 septembrie: Tribunalul Militar Teritorial București l-a condamnat pe Nicu Ceaușescu la 20 de ani de închisoare, 10 ani de interdicție a unor drepturi și degradare militară. În noiembrie 1992 va rămâne în picioare doar acuzația de port ilegal de armă, pentru care va primi 5 ani de detenție și va fi pus în libertate condiționată pe motive medicale. A murit în 1996.

### Octombrie
- 3 octombrie: Germania de Est și Germania de Vest se reunifică formând o singură Germanie.
- 21 octombrie: Ayrton Senna își câștigă al doilea titlu mondial în Formula 1.
- 15 octombrie: Liderul URSS, Mihail Gorbaciov primește Premiul Nobel pentru Pace pentru eforturile sale de a detensiona Războiul Rece și pentru reformele din URSS.

### Noiembrie
- 13 noiembrie: A fost scrisă prima pagină World Wide Web cunoscută.
- 15 noiembrie: A avut loc, la Brașov, o demonstrație de mari proporții cu prilejul aniversării a trei ani de la revolta anticomunistă a muncitorilor și locuitorilor din Brașov. În frunte cu membrii Asociației „15 noiembrie", demonstranții au parcurs vechiul traseu al manifestației din 1987.
- 28 noiembrie: Marea Britanie: Margaret Thatcher demisionează din postul de premier. John Major este ales în fruntea Partidului Conservator ceea ce îl recomandă ca pe viitorul candidat la funcția de prim-ministru.

### Decembrie
- 2 decembrie: Helmut Kohl câștigă primele alegeri în Germania reunificată.
- 9 decembrie: Slobodan Milošević devine președinte al Serbiei.
- 9 decembrie: Lech Wałęsa câștigă turul doi al alegerilor prezidențiale din Polonia.
- 25 decembrie: Sosește în țară fostul rege Mihai I împreună cu membrii ai familiei regale. La Otopeni li se acordă o viză provizorie de 24 de ore, după care generalul Valeriu Rozoleanu, șeful Direcției Generale pentru pașapoarte, declară că „regele a intrat ilegal și a forțat trecerea frontierei”. Pe autostrada București-Pitești, suita regală este somată să oprească și este condusă la aeroportul Otopeni.[5]

## Arte, științe, literatură și filozofie
- Pentru prima dată, medalia Fields este decernată unui fizician, Edward Witten⁠(d).
- Premiul Oscar pentru cel mai bun film este acordat filmului Dances With Wolves (Dansând cu lupii).
- Se publică postum Jurnal de idei, de Constantin Noica.

## Nașteri
- 3 ianuarie: Yoichiro Kakitani, fotbalist japonez
- 4 ianuarie: Toni Kroos, fotbalist german
- 4 ianuarie: Ela Rose, cântăreață română
- 5 ianuarie: Leroy Fer, fotbalist olandez
- 6 ianuarie: Jonathan Matijas, fotbalist francez
- 10 ianuarie: Nicolas Jaar, muzician chilian
- 10 ianuarie: Stefano Lilipaly, fotbalist indonezian
- 10 ianuarie: Ion Jardan, fotbalist moldovean
- 13 ianuarie: Liam Hemsworth, actor australian
- 14 ianuarie: Grant Gustin, actor și cântăreț american
- 14 ianuarie: Áron Szilágyi, scrimer maghiar
- 16 ianuarie: Cornel Râpă, fotbalist român
- 18 ianuarie: Ionuț Mitrea, kaiacist român
- 18 ianuarie: Nacho, fotbalist spaniol
- 21 ianuarie: Ciprian Selagea, fotbalist român
- 22 ianuarie: Alizé Cornet, jucătoare de tenis franceză
- 26 ianuarie: Sergio Pérez, pilot de curse auto mexican
- 26 ianuarie: Alexandru Pena, fotbalist român
- 26 ianuarie: Adrian Horvat, fotbalist român
- 27 ianuarie: Mihai Onicaș, fotbalist român
- 28 ianuarie: Bogdan Stoica, boxer român
- 29 ianuarie: Daisuke Suzuki, fotbalist japonez
- 29 ianuarie: Grzegorz Krychowiak, fotbalist polonez
- 29 ianuarie: Saša Balić, fotbalist muntenegrean
- 29 ianuarie: Vlad-Emanuel Duruș, politician român
- 1 februarie: Hersi Matmuja, cântăreață albaneză
- 1 februarie: Duje Čop, fotbalist croat
- 3 februarie: Aleksandar Tonev, fotbalist bulgar
- 3 februarie: Sean Kingston, cântăreț jamaican
- 3 februarie: Alin Alexuc-Ciurariu, luptător român
- 4 februarie: Laura Glavan, actriță română
- 6 februarie: Marian Pleașcă, fotbalist român
- 7 februarie: Rebecca Ward, scrimeră americană
- 8 februarie: Klay Thompson, baschetbalist american
- 8 februarie: Yacine Brahimi, fotbalist algerian
- 9 februarie: Alina Bercu, pianistă română
- 10 februarie: Mihaela Bulică, scrimeră română
- 12 februarie: Sony Mustivar, fotbalist francez
- 12 februarie: Robert Griffin III, jucător de fotbal american
- 13 februarie: Kevin Strootman, fotbalist olandez
- 13 februarie: Paweł Olkowski, fotbalist polonez
- 13 februarie: Mamadou Sakho, fotbalist francez
- 15 februarie: Cristian Daminuță, fotbalist român
- 15 februarie: Zohib Islam Amiri, fotbalist afgan
- 15 februarie: Charles Pic, pilot de curse auto francez
- 16 februarie: The Weeknd, cântăreț și producător de muzică din Canada
- 18 februarie: Irina Glibko, handbalistă ucraineană
- 19 februarie: Kehinde Fatai, fotbalist nigerian
- 20 februarie: Ciro Immobile, jucător italian de fotbal
- 21 februarie: Chika Aoki, scrimeră japoneză
- 22 februarie: Juninho Potiguar, fotbalist brazilian
- 22 februarie: Marius Alexe, fotbalist român
- 24 februarie: Sorin Copilul de Aur, cântăreț român de manele
- 25 februarie: Ana Maria Popa, handbalistă română
- 26 februarie: Gabriel Matei, fotbalist român
- 1 martie: Anfisa Pocikalova, scrimeră ucraineană
- 1 martie: Alexandru Ciucur, fotbalist român
- 2 martie: Petre Ivanovici, fotbalist român
- 3 martie: Irina Dorneanu, canotoare română
- 4 martie: Cosmina Dușa, fotbalistă română
- 5 martie: Danny Drinkwater, fotbalist englez
- 5 martie: Alexandra Bujdoso, scrimeră germană
- 8 martie: JC Gonzalez, actor columbian
- 8 martie: Petra Kvitová, jucătoare de tenis cehă
- 8 martie: Asier Illarramendi, fotbalist spaniol
- 9 martie: Daley Blind, fotbalist olandez
- 10 martie: Inna Deriglazova, scrimeră rusă
- 11 martie: Adrian Apostol, rugbist român
- 12 martie: Milena Knežević, handbalistă muntenegreană
- 12 martie: Vanessa Posse, actriță venezueleană
- 13 martie: Sasha Clements, actriță canadiană
- 14 martie: Adrian Bălan, fotbalist român
- 14 martie: Kolbeinn Sigþórsson, fotbalist islandez
- 15 martie: Mihai Plătică, fotbalist moldovean
- 15 martie: Octavian Ionescu, fotbalist român
- 15 martie: Dragana Cvijić, handbalistă sârbă
- 16 martie: Claudiu Herea, fotbalist român
- 16 martie: Constantin Iavorschi, fotbalist moldovean
- 16 martie: Josef Hušbauer, fotbalist ceh
- 16 martie: Alexandre Durimel, fotbalist francez
- 17 martie: Hozier, muzician irlandez
- 18 martie: Mihai Răduț, fotbalist român
- 20 martie: Marcos Rojo, fotbalist argentinian
- 21 martie: Claudiu Oprea, scenarist, regizor și actor român
- 23 martie: Prințesa Eugenie de York, nepoata Reginei Elisabeta a II-a a Regatului Unit
- 24 martie: Andreea Ogrăzeanu, atletă română
- 24 martie: Yuki Otsu, fotbalist japonez
- 25 martie: Mehmet Ekici, fotbalist turc
- 26 martie: Carly Chaikin, actriță americană
- 26 martie: Patrick Ekeng, fotbalist camerunez (d. 2016)
- 27 martie: Lukács Bőle, fotbalist maghiar
- 27 martie: Kimbra, cântăreață neozeelandeză
- 27 martie: Elena Gjeorgjievska, handbalistă nord-macedoneană
- 27 martie: Amir Abrashi, fotbalist albanez
- 27 martie: Nicolas N'Koulou, fotbalist camerunez
- 27 martie: Diana Petrescu, handbalistă română
- 29 martie: Fivio Foreign, rapper american
- 29 martie: Teemu Pukki, fotbalist finlandez
- 29 martie: Florina Pierdevară, atletă română
- 30 martie: Rodney Strasser, fotbalist din Sierra Leone
- 30 martie: Stella Sigurðardóttir, fotbalistă islandeză
- 31 martie: Ionuț Popescu, fotbalist român
- 1 aprilie: Guilherme Sityá, fotbalist brazilian
- 2 aprilie: Miralem Pjanić, fotbalist bosniac
- 3 aprilie: Crina Pintea, handbalistă română
- 3 aprilie: Madison Brengle, jucătoare de tenis
- 3 aprilie: Dorothea Wierer, biatlonistă italiană
- 3 aprilie: Lovre Kalinić, fotbalist croat
- 4 aprilie: Manabu Saito, fotbalist japonez
- 5 aprilie: Florin Ioniță, jucător român de rugby în XV
- 5 aprilie: Bakary Saré, fotbalist ivorian
- 6 aprilie: Charlie McDermott, actor american
- 7 aprilie: Sorana Cîrstea, jucătoare română de tenis
- 7 aprilie: Adrian Popa (fotbalist născut în 1990), fotbalist român
- 8 aprilie: Isabel Guialo, handbalistă angoleză
- 8 aprilie: Freddie, cântăreț maghiar
- 9 aprilie: Kristen Stewart, actriță americană
- 10 aprilie: Luiz Marcelo Morais dos Reis, fotbalist brazilian
- 11 aprilie: Victor Râmniceanu, fotbalist român
- 12 aprilie: Hiroki Sakai, fotbalist japonez
- 13 aprilie: Lodovica Comello, actriță, cântăreață, muziciană, compozitoare și dansatoare italiană
- 13 aprilie: Anastasija Sevastova, jucătoare de tenis letonă
- 15 aprilie: Sharon Kovacs, cântăreață olandeză
- 15 aprilie: Jean-Marie Amani, fotbalist francez
- 15 aprilie: Emma Watson, actriță britanică si model
- 16 aprilie: Jules Sitruk, actor francez
- 16 aprilie: Stefan Nikolić, fotbalist muntenegrean
- 18 aprilie: Wojciech Szczęsny, fotbalist polonez
- 19 aprilie: Héctor Herrera, fotbalist mexican
- 19 aprilie: Denis Garmaș, fotbalist ucrainean
- 19 aprilie: Roland Stănescu, fotbalist român (d. 2022)
- 19 aprilie: Ciprian Ioan Pascal, muzician român
- 19 aprilie: Roy Smith, fotbalist costarican
- 21 aprilie: Cătălin Golofca, fotbalist român
- 21 aprilie: Aleksandar Prijović, fotbalist sârb
- 22 aprilie: Machine Gun Kelly, rapper american
- 23 aprilie: Alina Stănculescu, gimnastă artistică română
- 25 aprilie: Jean-Éric Vergne, pilot de curse auto francez
- 26 aprilie: Jonathan dos Santos, fotbalist mexican
- 29 aprilie: Lucia Dumitrescu, cântăreață română
- 30 aprilie: Vlăduț Simionescu, judocan român
- 1 mai: Diego Contento, fotbalist german
- 2 mai: Kay Panabaker, actriță americană
- 3 mai: Alexandra Cadanțu, jucătoare de tenis română
- 3 mai: Fernando Henrique Quintela Cavalcante, fotbalist brazilian
- 5 mai: Olena Voronina, scrimeră ucraineană
- 5 mai: Martine Smeets, handbalistă olandeză
- 6 mai: Daniel Gómez, scrimer mexican
- 6 mai: Péter Gulácsi, fotbalist maghiar
- 6 mai: Masato Kudo, fotbalist japonez
- 7 mai: Moniki Bancilon, handbalistă braziliană
- 8 mai: Ștefan Efros, fotbalist
- 10 mai: NAVI, cântăreață română
- 13 mai: Esthera Petre, atletă
- 14 mai: Iulia Jivița, scrimeră kazahă
- 16 mai: Thomas Sangster, actor britanic
- 16 mai: Ognjen Kuzmić, baschetbalist sârb
- 18 mai: Yuya Osako, fotbalist japonez
- 19 mai: Henrique Luvannor, fotbalist brazilian
- 20 mai: Anatol Cheptine, fotbalist moldovean
- 20 mai: Lacina Traoré, fotbalist ivorian
- 21 mai: Choi In-jeong, scrimeră sud-coreeană
- 22 mai: Stefan Mitrović, fotbalist sârb
- 23 mai: Dan Evans, jucător de tenis britanic
- 27 mai: Sergiu Arnăutu, fotbalist român
- 27 mai: Alexia Talavutis, actriță română
- 27 mai: Jonas Hector, fotbalist german
- 28 mai: Veaceslav Dmitriev, fotbalist rus
- 28 mai: Kyle Walker, fotbalist englez
- 29 mai: Marius Bâtfoi, fotbalist român
- 30 mai: Josef Šural, fotbalist ceh (d. 2019)
- 31 mai: Alexandru Buhuși, fotbalist român
- 1 iunie: Bianca Ghelber, aruncătoare de ciocan română
- 3 iunie: Scriptonite, rapper kazah
- 3 iunie: Loredana Șucar, gimnastă artistică română
- 7 iunie: Jonathan Rodríguez, fotbalist argentinian
- 11 iunie: Christophe Lemaitre, atlet francez
- 12 iunie: Artur Sobiech, fotbalist polonez
- 12 iunie: Alexandru Țigănașu, fotbalist român
- 13 iunie: Mateusz Klich, fotbalist polonez
- 13 iunie: Aaron Taylor-Johnson, actor britanic
- 14 iunie: Brian Cristian, politician român
- 14 iunie: Benedikt Wagner, scrimer german
- 16 iunie: Silje Solberg, handbalistă norvegiană
- 16 iunie: Austin Krajicek, jucător de tenis american
- 17 iunie: Alan Dzagoev, fotbalist rus
- 17 iunie: Sorin Cucu, fotbalist român
- 17 iunie: Jordan Henderson, fotbalist englez
- 18 iunie: Sandra Izbașa, gimnastă română
- 19 iunie: Henri Kontinen, jucător de tenis finlandez
- 21 iunie: Jakob Johansson, fotbalist suedez
- 22 iunie: Kirilo Petrov, fotbalist ucrainean
- 22 iunie: Vlad Rusu, fotbalist român
- 24 iunie: Sergiu Muth, fotbalist român
- 25 iunie: Daniel Vădrariu, fotbalist român
- 28 iunie: Aliaksei Lihaceuski, scrimer belarus
- 1 iulie: Lukas Geniušas, muzician lituanian
- 2 iulie: Danny Rose, fotbalist britanic
- 2 iulie: Roman Lob, cântăreț german
- 2 iulie: Margot Robbie, actriță australiană
- 3 iulie: Nenad Krstičić, fotbalist sârb
- 3 iulie: Alison Riske, jucătoare de tenis americană
- 4 iulie: Naoki Yamada, fotbalist japonez
- 8 iulie: Alexandru Iulian Maxim, fotbalist român
- 8 iulie: Kevin Trapp, fotbalist german
- 9 iulie: Fábio Pereira da Silva, fotbalist brazilian
- 9 iulie: Rafael Pereira da Silva, fotbalist brazilian
- 9 iulie: Gnonsiane Niombla, handbalistă franceză
- 10 iulie: Veronica Kristiansen, handbalistă norvegiană
- 10 iulie: Kim Cesarion, cântăreț suedez
- 11 iulie: Caroline Wozniacki, jucătoare de tenis daneză
- 12 iulie: Bébé, fotbalist portughez
- 13 iulie: Eduardo Salvio, fotbalist argentinian
- 15 iulie: Olly Alexander, actor, compozitor
- 16 iulie: Daryl Homer, scrimer american
- 17 iulie: Heinz Lindner, fotbalist austriac
- 18 iulie: Canelo Álvarez, boxer mexican
- 19 iulie: Petru Leucă, fotbalist moldovean
- 27 iulie: Indiana Evans (n. Indiana Rose Evans), actriță, cântăreață și compozitoare australiană
- 27 iulie: Gerek Meinhardt, scrimer american
- 27 iulie: Sokol Cikalleshi, fotbalist albanez
- 27 iulie: Victoria Aveyard, autoare americană de literatură fantasy și cărți pentru tineret
- 28 iulie: Bogdan Mustață, fotbalist român
- 28 iulie: Shen Chen, scrimeră chineză
- 31 iulie: Besart Abdurahimi, fotbalist macedonean
- 31 iulie: Diego Fabbrini, fotbalist italian
- 31 iulie: Virgil Drăghia, fotbalist român
- 2 august: Denis Rusu, fotbalist moldovean
- 6 august: Alexandru Popa, politician
- 7 august: Oana Moșneagu, actriță română
- 8 august: Vladimír Darida, fotbalist ceh
- 10 august: Lucas Till, actor american
- 12 august: Wissam Ben Yedder, fotbalist francez
- 12 august: Mario Balotelli, jucător italian de fotbal
- 15 august: Nyusha, cântăreață rusă
- 15 august: Jennifer Lawrence, actriță americană
- 17 august: Artur Ioniță, fotbalist moldovean
- 18 august: Gabriel Enache, fotbalist român
- 21 august: Joseph Polossifakis, scrimer canadian
- 21 august: Andreas Mies, jucător de tenis german
- 23 august: Ali Pakdaman, scrimer iranian
- 24 august: Patrik Lázár, fotbalist maghiar
- 25 august: Aras Bulut İynemli, actor turc
- 26 august: Irina-Camelia Begu, jucătoare română de tenis
- 26 august: Mateo Musacchio, fotbalist argentinian
- 27 august: William Bermudez, fotbalist columbian
- 27 august: Luuk de Jong, fotbalist olandez
- 28 august: Bojan Krkić, fotbalist spaniol
- 30 august: Rossella Gregorio, scrimeră italiană
- 1 septembrie: Emil Rengle, dansator român
- 2 septembrie: Alexandru Munteanu, muzician român
- 3 septembrie: Florin Liviu Pop, fotbalist român
- 3 septembrie: Stine Jørgensen, handbalistă daneză
- 4 septembrie: Olha Harlan, scrimeră ucraineană
- 5 septembrie: Kim Yu-Na, patinatoare artistică sud-coreeană
- 5 septembrie: Yuna Kim, patinatoare artistică sud-coreeană
- 7 septembrie: Tanja Kolbe, dansatoare pe gheață
- 9 septembrie: Marius Tomozei, fotbalist român
- 11 septembrie: Enes Šipović, fotbalist bosniac
- 14 septembrie: Douglas Costa, fotbalist brazilian
- 15 septembrie: Darko Lazović, fotbalist sârb
- 16 septembrie: Mirza Hasanović, fotbalist bosniac
- 19 septembrie: Kieran Trippier, fotbalist englez
- 19 septembrie: Ksenia Makeeva, handbalistă rusă
- 25 septembrie: Lucian Filip, fotbalist român
- 26 septembrie: Michael Matthews, ciclist australian
- 27 septembrie: Stefan Schwab, fotbalist austriac
- 27 septembrie: Hugo Houle, ciclist canadian
- 29 septembrie: Gheorghe Grozav, fotbalist român
- 29 septembrie: Doug Brochu, actor american
- 30 septembrie: Courtney Hurley, scrimeră americană
- 1 octombrie: Hazal Kaya, actriță turcă
- 3 octombrie: Michele Morrone, actor italian
- 3 octombrie: Maria Fisker, handbalistă daneză
- 4 octombrie: Li Hang, jucător de snooker chinez
- 6 octombrie: Hotaru Yamaguchi, fotbalist japonez
- 7 octombrie: Sebastián Coates, fotbalist uruguayan
- 11 octombrie: Iulia Sanina, cântăreață ucraineană
- 11 octombrie: Cristian Mejía, fotbalist columbian
- 12 octombrie: Henri Lansbury, fotbalist britanic
- 13 octombrie: Florian Munteanu, actor și boxer
- 13 octombrie: Himesh Patel, actor britanic
- 15 octombrie: Serghei Cechir, halterofil moldovean
- 15 octombrie: Jeon Ji-yoon, cântăreață sud-coreeană
- 16 octombrie: Sam Bennett, ciclist irlandez
- 16 octombrie: Yohanna, cântăreață islandeză
- 17 octombrie: Marius Copil, jucător român de tenis de câmp
- 17 octombrie: Nnamdi Oduamadi, fotbalist nigerian
- 22 octombrie: Dan Gogoșoiu, fotbalist român
- 22 octombrie: Filip Jazvić, fotbalist croat
- 23 octombrie: Serdar Aziz, fotbalist turc
- 24 octombrie: İlkay Gündoğan, fotbalist german
- 29 octombrie: Eric Saade, cântăreț suedez
- 31 octombrie: J.I.D (Destin Choice Route), rapper american
- 31 octombrie: Emiliano Sala, jucător argentinian de fotbal (d. 2019)
- 2 noiembrie: Abeiku Quansah, fotbalist ghanez
- 5 noiembrie: Peer Borsky, scrimer elvețian
- 5 noiembrie: Mihai Nistor, pugilist român
- 6 noiembrie: André Schürrle, fotbalist german
- 7 noiembrie: Veaceslav Posmac, fotbalist moldovean
- 7 noiembrie: David de Gea, fotbalist spaniol
- 9 noiembrie: Romain Bardet, ciclist francez
- 11 noiembrie: Tom Dumoulin, ciclist olandez
- 11 noiembrie: Maria Udrea, scrimeră română
- 11 noiembrie: Georginio Wijnaldum, fotbalist olandez
- 13 noiembrie: George Piștereanu, actor român
- 14 noiembrie: Roman Bürki, fotbalist elvețian
- 17 noiembrie: Alexa Guarachi, jucătoare de tenis chiliană
- 19 noiembrie: Tatsuya Sakai, fotbalist japonez
- 23 noiembrie: Rita Ora (n. Rita Sahatçiu Ora), cântăreață, compozitoare și actriță britanică originară din Kosovo
- 24 noiembrie: Mario Gaspar, fotbalist spaniol
- 25 noiembrie: Alaaeldin Abouelkassem, scrimer egiptean
- 26 noiembrie: Gabriel Paulista, fotbalist brazilian
- 26 noiembrie: Danny Welbeck, fotbalist englez
- 27 noiembrie: Josh Dubovie, cântăreț britanic
- 28 noiembrie: Carla Diaz, actriță braziliană
- 28 noiembrie: Zivert, cântăreață și model rus
- 28 noiembrie: Azza Besbes, scrimeră tunisiană
- 30 noiembrie: Magnus Carlsen, șahist norvegian
- 30 noiembrie: Eleftherios Petrounias, gimnast grec
- 2 decembrie: Tzancă Uraganu, cântăreț român
- 3 decembrie: Anna Sen, handbalistă rusă
- 3 decembrie: Takuji Yonemoto, fotbalist japonez
- 3 decembrie: Christian Benteke, fotbalist belgian
- 5 decembrie: Dev Patel, actor britanic
- 7 decembrie: David Goffin, jucător de tenis belgian
- 16 decembrie: Luis Carlos Martín, fotbalist spaniol
- 20 decembrie: Joanna „JoJo” Levesque (n. Joanna Noëlle Blagden Levesque), cântăreață americană de muzică pop și R&B
- 26 decembrie: Denis Cerîșev, fotbalist rus
- 26 decembrie: Andy Biersack, cantautor american
- 27 decembrie: Juvhel Tsoumou, fotbalist german
- 27 decembrie: Radu Marian, economist și politician moldovean
- 27 decembrie: Miloš Raonić, jucător de tenis canadian
- 28 decembrie: Marcos Alonso, fotbalist spaniol

## Decese
- 6 ianuarie: Pavel Alexeevici Cerenkov, 85 ani, fizician rus, laureat al Premiului Nobel (1958), (n. 1904)
- 7 ianuarie: Ovidiu Bârlea, 72 ani, folclorist și scriitor român (n. 1917)
- 15 ianuarie: Zeno Octavian Vancea, 89 ani, compozitor român (n. 1900)
- 18 ianuarie: Manfred Künne, 57 ani, scriitor german (n. 1931)
- 19 ianuarie: Osho, filozof guru și învățător spiritual indian (n. 1931)
- 19 ianuarie: Aleksandr Pecerski, organizatorul unei evadări în masă din lagărele de concentrare naziste (n. 1909)
- 20 ianuarie: Barbara Stanwyck (n. Ruby Catherine Stevens), 82 ani, actriță americană (n. 1907)
- 22 ianuarie: Mariano Rumor, 74 ani, politician italian, prim-ministru (1968-1970 și 1973-1974), (n. 1915)
- 24 ianuarie: Leon Kalustian, 81 ani, jurnalist român (n. 1908)
- 25 ianuarie: Ava Gardner (n. Ava Lavinia Gardner), 67 ani, actriță americană de film (n. 1922)
- 31 ianuarie: Alexandru Tatos (n. Alexandru Adrian Teodor Tatos), 52 ani, regizor și scenarist român (n. 1937)
- 13 februarie: Heinz Haber, 76 ani, fizician german (n. 1913)
- 14 februarie: Constantin Sibirschi, 62 ani, matematician rus (n. 1928)
- 15 februarie: George Ciucu, 63 ani, politician român (n. 1927)
- 15 februarie: Ion Moina, atlet român (n. 1921)
- 16 februarie: József Moravetz (Iosif Moravet), 79 ani, fotbalist român (n. 1911)
- 21 februarie: Isaac Jacob Schoenberg, 87 ani, matematician american (n. 1903)
- 23 februarie: Florin Pucă, 57 ani, grafician român (n. 1932)
- 27 februarie: Alexandru Rosetti, 94 ani, filolog român, lingvist, istoric al limbii române (n. 1895)
- 6 martie: Taro Kagawa, 67 ani, fotbalist japonez (n. 1922)
- 8 martie: Erkki Aaltonen, 79 ani, compozitor finlandez (n. 1910)
- 10 martie: Iurie Perlin, 72 ani, fizician rus (n. 1917)
- 24 martie: Tanți Cocea, 80 ani, actriță română de film și teatru (n. 1909)
- 30 martie: Etti-Rosa Spirer, 89 ani, arhitectă română (n. 1900)
- 3 aprilie: Sarah Vaughan, 66 ani, cântăreață americană (n. 1924)
- 6 aprilie: Robert Abernathy, 65 ani, scriitor american (n. 1924)
- 11 aprilie: Ivar Lo-Johansson, 89 ani, scriitor suedez (n. 1901)
- 14 aprilie: Georges Lacombe, 87 ani, regizor francez de film (n. 1902)
- 15 aprilie: Greta Garbo (n. Greta Lovisa Gustafson), 84 ani, actriță suedeză de film (n. 1905)
- 17 aprilie: Paul G. Dimo (Paul Gheorghe Dimo), 84 ani, inginer român (n. 1905)
- 18 aprilie: Frédéric Rossif, 67 ani, regizor de film francez (n. 1922)
- 23 aprilie: Paulette Goddard, 80 ani, actriță americană (n. 1910)
- 7 mai: Prințul Andrei de Iugoslavia, 60 ani (n. 1929)
- 7 mai: Nicholas Sanduleak, 56 ani, astronom american de origine română (n. 1933)
- 16 mai: Jim Henson, 54 ani, păpușar american (n. 1936)
- 28 mai: Wilhelm Wagenfeld, 90 ani, inginer german (n. 1900)
- 31 mai: Vasile Nicolescu, 60 ani, poet român (n. 1929)
- 31 mai: Candin Liteanu, 76 ani, chimist român (n. 1914)
- 2 iunie: Rex Harrison (n. Reginald Carey Harrison), 82 ani, actor englez de film (n. 1908)
- 4 iunie: Robert Edwards, 85 ani, politician britanic (n. 1905)
- 7 iunie: Alexandru Climescu, 80 ani, matematician român (n. 1910)
- 16 iunie: Alphonse Dupront, 84 ani, istoric francez (n. 1905)
- 21 iunie: Rudolf Alexander Agricola, 78 ani, sculptor german (n. 1912)
- 24 iunie: Germán Suárez Flamerich, 83 ani, politician venezuelean (n. 1907)
- 2 iulie: Hans Diplich (n. Johann Diplich), 81 ani, scriitor german (n. 1909)
- 12 iulie: Stela Moghioroș (n. Esther Radoșovețkaia), 81 ani, jurnalistă română (n. 1909)
- 16 iulie: Miguel Muñoz (Miguel Muñoz Mozún), 68 ani, fotbalist și antrenor spaniol (n. 1922)
- 16 iulie: Alma Mohora-Popovici, 93 ani, medic dentist român (n. 1896)
- 22 iulie: Manuel Puig, 58 ani, scriitor argentinian (n. 1932)
- 23 iulie: Ada Orleanu, 74 ani, scriitoare română (n. 1916)
- 25 iulie: Petre Strihan, 91 ani, poet român (n. 1899)
- 1 august: Robert Krieps, 67 ani, politician luxemburghez (n. 1922)
- 2 august: Adonias Filho, 74 ani, romancier brazilian (n. 1915)
- 3 august: Thomas Dunne, 64 ani, politician irlandez (n. 1926)
- 8 august: Zorica Lațcu, 73 ani, poetă română (n. 1917)
- 15 august: Viktor Țoi (Viktor Robertovici Țoi), 28 ani, cântăreț rock, poet și actor rus cu origini coreene, lider al formației Kino (n. 1962)
- 17 august: Béla Abody, 59 ani, scriitor, critic literar, traducător, redactor maghiar (n. 1931)
- 21 august: Alexandru Cerna-Rădulescu, 70 ani, poet român (n. 1920)
- 24 august: Harold Masursky, 67 ani, astronom american (n. 1922)
- 24 august: Nicu Stan, 59 ani, cinematograf român (n. 1931)
- 25 august: Morley Callaghan (Edward Morley Callaghan), 87 ani, scriitor canadian (n. 1903)
- 25 august: David Hampshire, 72 ani, pilot britanic de Formula 1 (n. 1917)
- 26 august: Mário Pinto de Andrade (Mário Coelho Pinto de Andrade), 62 ani, politician angolez (n. 1928)
- 2 septembrie: John Bowlby, 83 ani, psiholog britanic (n. 1907)
- 4 septembrie: Irene Dunne (n. Irene Marie Dunn), 91 ani, actriță americană (n. 1898)
- 7 septembrie: Ferenc Bencze, 65 ani, actor maghiar (n. 1924)
- 9 septembrie: Nicola Abbagnano, 89 ani, filosof italian (n. 1901)
- 9 septembrie: Anatoli Vladimirovici Sofronov, 79 ani, scriitor rus, traducător și jurnalist, poet, scriitor, dramaturg (n. 1911)
- 11 septembrie: F.F. Bruce (Frederick Fyvie Bruce), 79 ani, teolog britanic (n. 1910)
- 15 septembrie: Constantin N. Dinculescu, 91 ani, inginer român (n. 1898)
- 16 septembrie: Aurel Dumitrașcu, 45 ani, poet, memorialist, profesor și muzeograf român (n. 1955)
- 18 septembrie: Marjan Rožanc, 59 ani, scriitor sloven (n. 1930)
- 19 septembrie: Ioana Radu (n. Eugenia Braia), 73 ani, cântăreață română de muzică populară și romanțe (n. 1917)
- 27 septembrie: Ion Biberi, 86 ani, scriitor român (n. 1904)
- 30 septembrie: Michel Leiris, scriitor, poet, etnolog și critic de artă francez (n. 1901)
- 30 septembrie: Ion Rachmuth (n. Israel Rachmuth), 79 ani, economist român (n. 1911)
- 30 septembrie: Patrick White (n. Patrick Victor Martindale White), 78 ani, scriitor australian, laureat al Premiului Nobel (1973), (n. 1912)
- 1 octombrie: Ioana E. Petrescu, 48 ani, jurnalistă română (n. 1941)
- 13 octombrie: Hans Freudenthal, 85 ani, matematician olandez (n. 1905)
- 14 octombrie: Leonard Bernstein (n. Louis Bernstein), 72 ani, dirijor american de etnie evreiască (n. 1918)
- 15 octombrie: Boris Piotrovski, 82 ani, istoric, arheolog și orientalist sovietic (n. 1908)
- 16 octombrie: Jorge Bolet (Jorge Leopoldo Bolet Tremoleda), 75 ani, muzician american (n. 1914)
- 19 octombrie: Jerry Cronin, 65 ani, politician irlandez (n. 1925)
- 20 octombrie: Joel McCrea (Joel Albert McCrea), 84 ani, actor american (n. 1905)
- 22 octombrie: György Kovacs, 79 ani, jurnalist maghiar (n. 1911)
- 27 octombrie: Prințesa Sophie von Hohenberg (n. Sophie Marie Franziska Antonia Ignatia Alberta), 89 ani (n. 1901)
- 27 octombrie: Ugo Tognazzi, actor italian (n. 1922)
- 1 noiembrie: Kim Hyun-sik, 32 ani, cântăreț sud-coreean (n. 1958)
- 3 noiembrie: Virgil Ianovici, 90 ani, geolog român (n. 1900)
- 6 noiembrie: Traian Crișan, 72 ani, episcop român (n. 1918)
- 7 noiembrie: Lawrence Durrell (n. Lawrence George Durrell), 78 ani, romancier, poet, eseist, dramaturg britanic (n. 1912)
- 8 noiembrie: Wolfgang Schmieder, 89 ani, muzicolog german (n. 1901)
- 11 noiembrie: Melissanthi (n. Eve Chougia-Skandalaki), 83 ani, jurnalistă greacă (n. 1907)
- 14 noiembrie: Ernest Bernea, 85 ani, sociolog român (n. 1905)
- 19 noiembrie: Gheorghi N. Flerov, 77 ani, fizician rus (n. 1913)
- 27 noiembrie: Ferenc Radó, 69 ani, matematician maghiar (n. 1921)
- 30 noiembrie: Norman Cousins, 75 ani, jurnalist american (n. 1915)
- 1 decembrie: Simone Cousteau (Simone Melchior Cousteau), 71 ani, exploratoare franceză (n. 1919)
- 2 decembrie: Alfred Sachs, 83 ani, sculptor german (n. 1907)
- 3 decembrie: George Tomaziu, 75 ani, artist român (n. 1915)
- 4 decembrie: Edward Binns, 74 ani, actor american (n. 1916)
- 7 decembrie: Joan Bennett (Joan Geraldine Bennett), 80 ani, actriță americană (n. 1910)
- 7 decembrie: Wacław Ulewicz, 53 ani, actor polonez (n. 1937)
- 8 decembrie: Tadeusz Kantor, 75 ani, artist polonez (n. 1915)
- 8 decembrie: Martin Ritt, 76 ani, regizor de film american (n. 1914)
- 10 decembrie: Károly Kovács, 88 ani, actor maghiar (n. 1902)
- 12 decembrie: Gheorghe Claudiu Suciu, 85 ani, chimist român (n. 1905)
- 14 decembrie: Johannes, Prinț de Thurn și Taxis, 64 ani (n. 1926)
- 19 decembrie: Michael Joseph Oakeshott, 89 ani, filosof britanic (n. 1901)
- 23 decembrie: Ladislau Brosovszky, 39 ani, fotbalist român (n. 1951)

## Premii Nobel
- Chimie: Elias James Corey (SUA)
- Fizică: Jerome I. Friedman (SUA), Henry W. Kendall (SUA), Richard E. Taylor (Canada)
- Literatură: Octavio Paz (Mexic)
- Medicină: Joseph E. Murray (SUA), E. Donnall Thomas⁠(d) (SUA)
- Pace: Mihail Sergheievici Gorbaciov (URSS)

## Medalia Fields
- Vladimir Drinfeld (URSS)
- Vaughan Frederick Randal Jones⁠(d) (Noua Zeelandă)
- Shigefumi Mori⁠(d) (Japonia)
- Edward Witten⁠(d) (SUA)